# Siphamia elongata
Siphamia elongata és una espècie de peix pertanyent a la família dels apogònids.

## Descripció
- Pot arribar a fer 4,5 cm de llargària màxima.
- És de color gris.[5][6]

## Hàbitat
És un peix marí, associat als esculls i de clima tropical que viu fins als 15 m de fondària.

## Distribució geogràfica
Es troba al Pacífic occidental: les illes Filipines.

## Observacions
És inofensiu per als humans.